# John Harington

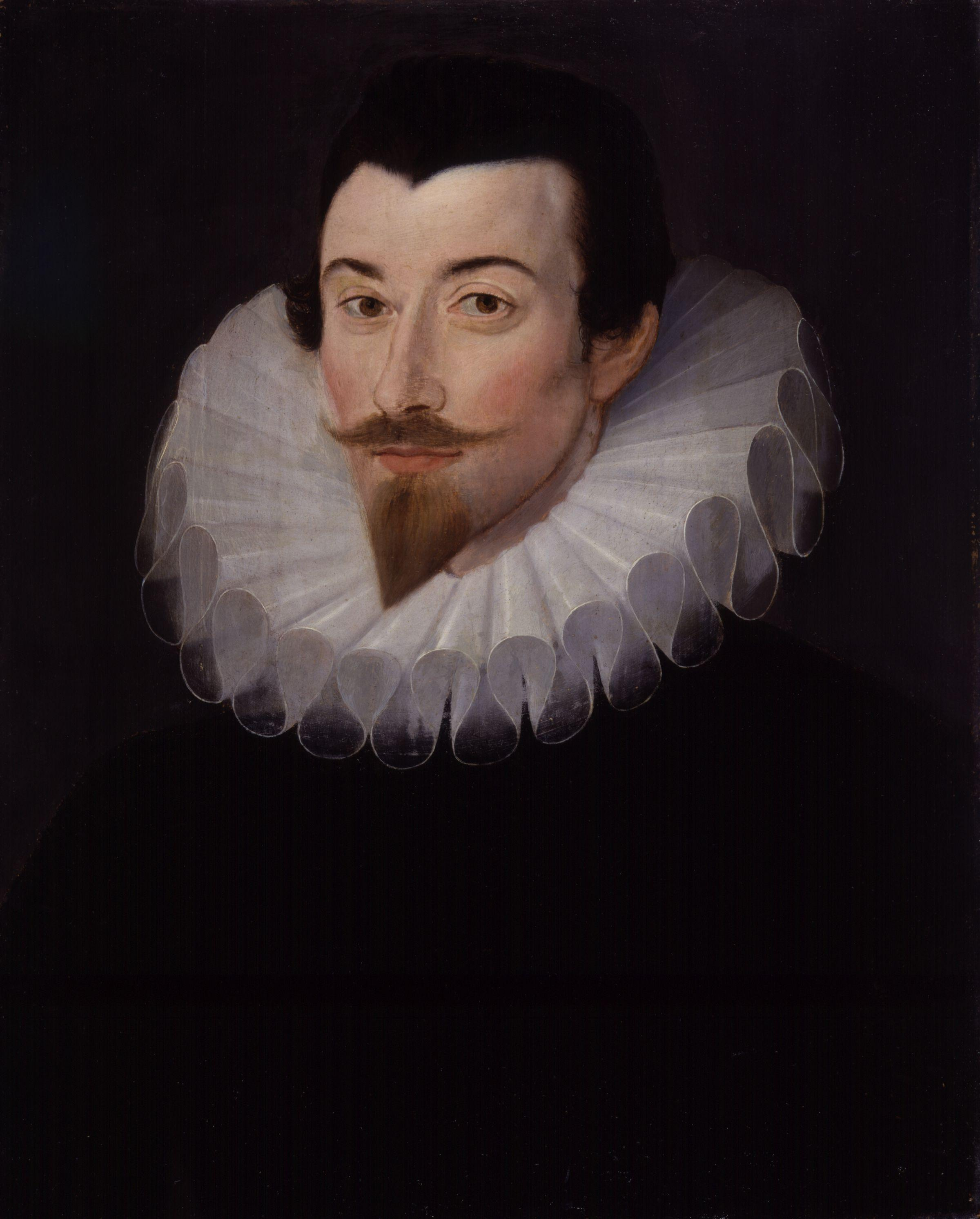
Sir John Harington, målad av Hieronimo Custodis, omkring 1590.

John Harington, född  (döpt den 4 augusti) 1560 i Kelston, Somerset, död där den 20 november 1612, var en engelsk skald.
Han var son till hovfunktionärerna Sir John Harington och Isabella Markham. Hans mor var en av drottning Elisabets favoriter, vilket gjorde honom till drottningens gudson, och han blev ofta gynnad och besökt av henne. 
Harington författade mindre dikter och epigram (fullständigt utgivna i samlingen Nugæ antiquæ, 1769–1779; ny upplaga 1804) samt översatte parafrastiskt Ariostos Orlando furioso (1591). År 1880 trycktes några politiska skrifter av Harington jämte biografi av Clements Markham.
Harrington anses också vara uppfinnaren av vattentoaletten.